# Scutellaria fulgens
Scutellaria fulgens là một loài thực vật có hoa trong họ Hoa môi. Loài này được Chiov. miêu tả khoa học đầu tiên năm 1911.